# Heimatschutzbataillon
Heimatschutzbataillone (HSchBtl) waren nichtaktive Truppenteile im Heimatschutz und in der Reserveplanung der Bundeswehr.
Die Heimatschutzbataillone waren als Teil des Territorialheeres in die Struktur der aufgelösten Verteidigungsbezirkskommandos (VBK) eingegliedert und waren somit nicht der NATO unterstellt. Sie hatten eine Personalstärke von etwa 970 Mann und bestanden zu 95 % aus Reservisten. Sie wären im Verteidigungsfall auf die volle Stärke aufgewachsen. Durch das Fehlen einer schweren Jägerkompanie waren sie jedoch nur bedingt Jägerbataillonen vergleichbar.
Die Streitkräftebasis hatte zum 1. April 2007 alle nichtaktiven Truppenteile außer Dienst gestellt. Seit 2012 gibt es wieder einen Heimatschutz in der Bundeswehr. Der Auftrag wird von Heimatschutzregimentern bzw. Heimatschutzkompanien erbracht.

## Aufgaben
Die wesentliche Aufgabe der Heimatschutzbataillone war die Aufrechterhaltung der Operationsfreiheit für die alliierten Streitkräfte im Verteidigungsfall. Die Heimatschutztruppe war nur bedingt zum infanteristischen Kampf befähigt, da ihr grundsätzlich die Ausstattung mit schweren Infanteriewaffen, insbesondere organisch in einer Schweren Kompanie, fehlten.
Aufgaben im Einzelnen
- Gewährleistung der militärischen Überwachung und Sicherheit innerhalb des gesamten Staatsgebietes, einschließlich der Bekämpfung feindlicher Luft- und Seelandungen
- Schutz wichtiger militärischer Einrichtungen
- Sicherung von Hauptverbindungslinien
- Schutz von Mobilmachungszentren und Aufstellungsräumen

Im Frieden hatten HSchBtl den Auftrag, durch Aus- und Weiterbildung sowie Übungen die Einsatzfähigkeit zu erhalten. Diese waren der Jägertruppe und damit der Infanterie des Heeres zugeordnet. Die Truppe war bedingt zum Raum- und besonders zum Objektschutz befähigt.

## Liste der Heimatschutzbataillone
Siehe: Liste der Heimatschutzbataillone im Territorialheer

## Gliederung
Die Bataillone wurden durch Offiziere im Rang Oberstleutnant geführt. Diesen stand jeweils, wie in anderen Bataillonen auch, ein Bataillonsstab mit den Abteilungen
- S1 – Innere Führung, Personalwesen, Öffentlichkeitsarbeit, Jugendarbeit
- S2 – Militärische Sicherheit, Militärisches Nachrichtenwesen
- S3 – Ausbildung, Planung, Operationen; Chef des Stabes u. stellv. Kommandeur
- S4 – Beschaffung, Versorgung, Logistik
- S5 – Zivil-Militärische Zusammenarbeit – (Nur im Einsatz oder Krieg)
- S6 – Fernmeldewesen, Datenverarbeitung und IT-Sicherheit

für die Durchführung seiner Aufgaben zur Verfügung.
- 1. Stabs- und Versorgungskompanie KpChef: Major
- 2. – 5. Heimatschutzkompanie KpChef: Major
- 6. Kompanie (Feldersatzkompanie) KpChef: Hptm

Die Kampfkompanien wären einzeln einsetzbar gewesen und hätten unabhängig voneinander operieren können. Zumeist waren diese Kompanien mit vier Sicherungszügen gliederungsstärker als herkömmliche Infanteriekompanien. Ihnen fehlten jedoch die vierten Panzerabwehrzüge der Infanterie. Die Feldersatzkompanie stellte die Personalreserve des Bataillons und hätte mit ihrem Sicherungszug den Gefechtsstand und die logistischen Einrichtungen des Bataillons gesichert.

### Friedenspersonal
Im Frieden wurde die Verwaltungsarbeit durch einen S1/S3-Offizier (Fachdienst) und einen Mobilmachungsvorbereitungsfeldwebel gewährleistet. Sie wurden unterstützt von einem oder mehreren Stabsdienstsoldaten/Militärkraftfahrer.
Die Bewirtschaftung wurde von einem Mobilmachungsfeldwebel (Gerät) und einigen zivilen Lagerhelfern sichergestellt.